# لورين زونيغا
لورنزو " لورين " زونيغا أوونو (من مواليد 18 يناير 2003) هو لاعب كرة قدم محترف يلعب كمهاجم لنادي ريال مدريد كاستيا. ولد في إسبانيا، ويمثل غينيا الاستوائية على المستوى الدولي.
كان لاعبًا في نادي مالقا، ولعب هناك حتى الفريق الأول، ثم انضم لاحقًا إلى ريال مدريد، حيث تم تعيينه في البداية في الفريق الاحتياطي الثاني.

## بداية حياته
وُلِد لورين في فويرتيفنتورا، جزر الكناري، لأبوين من شبه الجزيرة الإسبانية. في وقت ولادته، كان والده، لاعب كرة القدم السابق لورينزو لورين أوكانيا، من مالقة في الأصل، قد وقع عقدًا مع نادي فويرتيفنتورا سي دي كوراليجو. نشأ في مالقة، بعد اعتزال والده اللعب. وهو من أصل غيني استوائي من خلال جده لأمه.

## المسيرة الكروية
انضم زونييغا إلى فريق شباب مالقة في عام 2012، وهو في التاسعة من عمره، قادمًا من أتلتيكو بورتادا ألتا. ظهر لأول مرة مع فريق الاحتياط في 18 أكتوبر 2020، حيث بدأ بالفوز 1–0 على أرضه في دوري الدرجة الثالثة ضد فريق يوفنتود دي توريمولينوس.
في 23 فبراير 2021، جدد لورين عقده حتى عام 2024. شارك لأول مرة مع الفريق الأول في 14 مارس، حيث دخل كبديل في الشوط الثاني للاعب كاي كوينتانا في فوز خارج أرضه 1-0 على يونيون ديبورتيفا لوغرينييس في دوري الدرجة الثانية.
في 29 ديسمبر 2023، غادر زونييغا مالقة. وفي وقت لاحق في 11 يناير 2024، وقع لورين مع ريال مدريد وتم تعيينه في الفريق الاحتياطي الثاني لريال مدريد، ريال مدريد سي في الدرجة الخامسة.
في 1 يوليو 2024، تمت ترقية لورين رسميًا إلى فريق ريال مدريد كاستيا.

## المسيرة الدولية
لعب لورين رسميًا مع منتخب إسبانيا تحت 19 عامًا في عام 2022، وسجل هدفًا خلال تصفيات بطولة أوروبا تحت 19 عامًا 2022.
في 31 مايو 2025، تلقى لورين أول استدعاء له للانضمام إلى منتخب غينيا الاستوائية. شارك لأول مرة في 6 يونيو، حيث بدأ في مباراة ودية خسرها المنتخب الوطني 1-2 أمام غامبيا.

## إحصائيات المهنة
آخر تحديث لعبت المباراة في 17 مايو 2025
.
| النادي            | الموسم       | الدوري                         | الدوري    | الدوري  | كوبا ديل راي | كوبا ديل راي | غيرها     | غيرها   | إجمالي    | إجمالي  |
| النادي            | الموسم       | القسم                          | التطبيقات | الأهداف | التطبيقات    | الأهداف      | التطبيقات | الأهداف | التطبيقات | الأهداف |
| ----------------- | ------------ | ------------------------------ | --------- | ------- | ------------ | ------------ | --------- | ------- | --------- | ------- |
| مالاجا ب          | 2020–21      | الدوري الإسباني الدرجة الرابعة | 1         | 0       | -أجل         | -أجل         | 0         | 0       | 1         | 0       |
| مالاجا ب          | 2021–22      | الدوري الإسباني الدرجة الخامسة | 21        | 13      | -أجل         | -أجل         | 1[أ]      | 0       | 22        | 13      |
| مالاجا ب          | 2022–23      | الدوري الإسباني الدرجة الخامسة | 2         | 2       | -أجل         | -أجل         | 0         | 0       | 2         | 2       |
| مالاجا ب          | إجمالي       | إجمالي                         | 24        | 15      | 0            | 0            | 1         | 0       | 25        | 15      |
| مالاجا            | 2020–21      | الدوري الإسباني الدرجة الثانية | 3         | 0       | 0            | 0            | -أجل      | -أجل    | 3         | 0       |
| مالاجا            | 2021–22      | الدوري الإسباني الدرجة الثانية | 4         | 0       | 0            | 0            | -أجل      | -أجل    | 4         | 0       |
| مالاجا            | 2022–23      | الدوري الإسباني الدرجة الثانية | 23        | 0       | 1            | 0            | -أجل      | -أجل    | 24        | 0       |
| مالاجا            | 2023–24      | الدوري الإسباني الدرجة الثالثة | 14        | 0       | 2            | 0            | -أجل      | -أجل    | 16        | 0       |
| مالاجا            | إجمالي       | إجمالي                         | 44        | 0       | 3            | 0            | 0         | 0       | 47        | 0       |
| ريال مدريد ج      | 2023–24      | الدوري الإسباني الدرجة الثالثة | 16        | 8       | -أجل         | -أجل         | -أجل      | -أجل    | 16        | 8       |
| ريال مدريد كاستيا | 2024–25      | الدوري الإسباني الدرجة الرابعة | 26        | 5       | -أجل         | -أجل         | 0         | 0       | 26        | 5       |
| إجمالي المهن      | إجمالي المهن | إجمالي المهن                   | 110       | 29      | 3            | 0            | 1         | 0       | 112       | 29      |